# Mick Tongraya
Mick Tongraya (tên tiếng Thái: มิกค์ ทองระย้า, sinh ngày 28 tháng 11 năm 1992) là diễn viên, người mẫu Thái Lan gốc Đan Mạch. Anh hiện là diễn viên độc quyền của Đài Channel 7. Anh được biết đến nhiều qua các bộ phim Sứ giả địa ngục, Biển lửa, Cổ tích một chuyện tình, Massaya, không dám nói yêu anh, Cô dâu bất đắc dĩ, Cô dâu nhập khẩu...

## Sự nghiệp

### Khởi đầu (2008 - 2014)
Anh sinh ra và lớn lên tại Saraburi, Thái Lan mang trong mình 2 dòng máu Thái Lan và Đan Mạch. Bố anh là người Đan Mạch còn mẹ anh là người Thái Lan. Mick Tongraya từng theo học trường Trung học Sao Hai, sau đó theo học và tốt nghiệp ngành báo chí trường đại học Ramkhamhaeng. Mik bước chân vào ngành giải trí từ năm 16 tuổi khi tham gia cuộc thi tìm kiếm gương mặt tài năng mới, Dream Star Search 2008 và giành giải nhất năm đó. Sau cuộc thi, nhờ vẻ đẹp cũng như sự dễ thương, Mick ngày càng nhận được sự quan tâm của giới truyền thông Thái Lan và ngày càng có nhiều dự án phim. Mik ký hợp đồng với công ty quản lý Speed One Acting House và tham gia movie đầu tiên 8E88 Faen Lan Laa .
Năm 2009, Mik tham gia cuộc thi tìm kiếm diễn viên trẻ của đài CH7 và đã vượt qua 5000 thí sinh để giành huy chương Vàng cao nhất, đồng thời ký hợp đồng độc quyền với nhà đài CH7 khi chỉ mới 17 tuổi. Mik từng nói "Tham vọng của mình là được hợp tác với P' Yui Chiranan và P' Patcharapa Chaichua". Bộ phim đầu tiên trong sự nghiệp của anh là Team Zaa Tah Fun (phim về đội bóng rổ của trường), sau khi tham gia hàng loạt bộ phim với vai diễn chính - tà đều có thì đến Look Poochai Mai Ta Pode - 2012, Mik mới tạo được ấn tượng trong lòng khán giả dù chỉ là vai ác nhưng lại bừng sáng hơn nhân vật chính của Porshe.

### Trở thành nam diễn viên chính hàng đầu CH7 và nghĩa vụ quân sự (2015 - nay)
Năm 2015, cơ hội đã đến với Mik khi lần đầu tiên được giao vai chính trong Look Poochai Pan Dee, trở thành siêu anh hùng trên màn ảnh, có lẽ đây là vai diễn đánh dấu cho sự nghiệp của mình nên đến nay Mik vẫn để Avatar trên IG nhân vật này, bao năm không đổi.
Nhưng bộ phim đã tạo nên thành công cho Mik đến hiện tại lại chính là The Fire Series: Talay Fai 2016, sự kết hợp cặp đôi với Stephany đã tạo nên bùng nổ mà đến nay dù kết hợp với nhiều nữ diễn viên khác nhau thì Koojin MikSteph vẫn là No.1 trong lòng fan Thái. Cùng lúc đó, Mick cùng với Pimmy đã tạo nên một cặp đôi đẹp trong bộ phim gây sốt "Cổ tích một chuyện tình". Bộ phim mang tên tuổi anh nổi tiếng vượt ra lãnh thổ Thái Lan, Trung Quốc và đặc biệt là Việt Nam - bộ phim mà đưa Mik tới gần khán giả Việt. Trong năm 2017, Mik đã góp thêm cho mình 2 dự án thành công là Series Paragit Ruk và Mussaya. Chỉ trong 2 năm 2016 - 2017, vị thế của Mik trong đài đã vọt lên hàng top đầu nhất hiện nay của CH7.
Ngoài công việc diễn xuất, anh còn kinh doanh khi mở nhà hàng What Monday ở Bangkok.
Bộ phim truyền hình 2018 Cô dâu bất đắc dĩ phát sóng trong tháng 8. Không chỉ gây sốt tại Thái Lan, bộ phim oanh tạc tại Việt Nam và hàng ngàn các trang mạng xã hội hay Weibo Trung Quốc, khiến khán giả đang chờ đợi theo dõi từng tập.
Vào tháng 4/2018, Mik đã cùng mẹ và quản lý đến đăng kí nhập ngũ tự nguyện. Điều này có nghĩa, anh đã không tham gia rút thẻ và chỉ cần thực hiện nghĩa vụ trong 6 tháng. Hành động này của Mik nhận được lời khen ngợi của netizen Thái và khiến các fan của anh vô cùng tự hào. Anh chia sẻ đã trì hoãn nghĩa vụ quân sự vì còn bận học và lịch trình làm việc dày đặc. Nhưng anh đã tốt nghiệp, phim cũng quay xong nên bây giờ đã đến lúc anh phục vụ đất nước. Nam diễn viên đăng kí vào lực lượng không quân và nhập ngũ chính thức vào tháng 11. Trước đó, Mik lên chùa xin cạo tóc xuất gia, thực hiện nghi lễ tu báo hiếu 24 ngày bắt đầu từ 22-23/9 tại chùa Chiang Rak của tỉnh Saraburi.
Sau khi kết thúc công việc nghĩa vụ quân sự, anh trở lại phim Phép thuật tình yêu phát sóng vào tháng 5. Mik nhận thêm hai dự án phim mới khởi quay 2019 là: Sapai Import với Min Peechaya cùng Jark Sadtroo Soo Huajai với Aum Patcharapa.

## Đời tư
Mik đang hẹn hò với Bow Maylada Susri năm 2020 sau sáu năm quen biết nhau khi cả hai là diễn viên đài CH7. Tháng 8 năm 2021 Mik thông báo trên trang cá nhân rằng anh và Bow đã chia tay.

## Các bộ phim đã từng tham gia

### Phim truyền hình
| Năm  | Phim                                     | Tên tiếng Việt                               | Vai                                              | Đóng với                                             | Đài             | Hãng                   |
| ---- | ---------------------------------------- | -------------------------------------------- | ------------------------------------------------ | ---------------------------------------------------- | --------------- | ---------------------- |
| 2010 | Team Zah Tah Fun                         |                                              | Gai                                              | -                                                    | Channel 7 (CH7) | Kantana                |
| 2010 | Khun Chai Tum Raberd                     |                                              | Cherm                                            | -                                                    | Channel 7 (CH7) | Dida Video Production  |
| 2011 | Horb Ruk Mah Hom Fah                     |                                              | Thanawat                                         | -                                                    | Channel 7 (CH7) | DaraVdo                |
| 2012 | Look Poo Chai Mai Tapode                 |                                              | Teewa                                            | -                                                    | Channel 7 (CH7) |                        |
| 2012 | Ching Nang                               | Cuộc chiến giành tình yêu                    | Neua Fah                                         | -                                                    | Channel 7 (CH7) | Polyplus Entertainment |
| 2013 | Look Mai Lark See                        | Sợi ren đa sắc                               | Chayakun                                         | Stephanie Lerce                                      | Channel 7 (CH7) |                        |
| 2013 | Keut Hat Ta Krong Pi Pop                 |                                              | Phon                                             | Sophie Margaruite                                    | Channel 7 (CH7) | Dida Video Production  |
| 2013 | Suan Aharn Baun Jai                      |                                              | Mai                                              | Ploy Jatumat                                         | Channel 7 (CH7) |                        |
| 2014 | Look Poo Chai Pan Dee                    |                                              | Suea                                             | Stephanie Lerce                                      | Channel 7 (CH7) |                        |
| 2015 | Khat Cheuk                               |                                              | Boonsom                                          | Maylada Susri                                        | Channel 7 (CH7) | Dida Video Production  |
| 2015 | Yot Manut Dap Thewada                    |                                              | Suea                                             | -                                                    | Channel 7 (CH7) |                        |
| 2015 | Ta Pode Logan                            | Anh hùng trở về                              | Teewa                                            | Nattasha Nauljam                                     | Channel 7 (CH7) |                        |
| 2016 | Fire Series: Talay Fai                   | Biển lửa                                     | Techin "Te" Siratrakul                           | Stephany Auernig                                     | Channel 7 (CH7) | Pordeecom              |
| 2016 | Karn La Krang Neung Nai Hua Jai          | Cổ tích một chuyện tình / Một thời trong tim | Daniel Wong / Vương Kiệt                         | Pimprapa Tangprabhaporn                              | Channel 7 (CH7) | Mongkol Kan Lakorn     |
| 2016 | Petch Tud Peth                           | Sứ giả địa ngục                              | Yod                                              | Korkwann Restall                                     | Channel 7 (CH7) | Pordeecom              |
| 2016 | Tai Rom Pra Baramee: Thang Kor Por       |                                              | Daniel                                           | Usamanee Vaithayanon                                 | Channel 7 (CH7) | DaraVdo                |
| 2017 | Nark Boon Song Krod                      | Thợ săn kho báu                              | NarkBoon SongKlod                                | Atsadaporn Siriwattanakul                            | Channel 7 (CH7) | Khon TV                |
| 2017 | Mussaya                                  | Massaya, không dám nói yêu anh               | Lak Rattanamahasarn                              | Mookda Narinrak                                      | Channel 7 (CH7) | Pordeecom              |
| 2017 | Paragit Ruk: Niew Hua Jai Sood Glai Peun | Khoảnh khắc quyết định                       | Captain Karun Hanyotin (Series Sứ mệnh tình yêu) |                                                      | Channel 7 (CH7) | Pordeecom              |
| 2017 | Paragit Ruk: Mue Prab Jao Hua Jai        | Chinh phục trái tim nàng                     | Captain Karun Hanyotin (Series Sứ mệnh tình yêu) |                                                      | Channel 7 (CH7) | Pordeecom              |
| 2017 | Paragit Ruk: Ratchawanee Tee Ruk         | Chàng hải quân đáng yêu                      | Captain Karun Hanyotin (Series Sứ mệnh tình yêu) |                                                      | Channel 7 (CH7) | Pordeecom              |
| 2017 | Paragit Ruk: Yeut Fah Ha Pigat Ruk       | Chiếm lĩnh bầu trời kiếm tìm tọa độ tình yêu | Captain Karun Hanyotin (Series Sứ mệnh tình yêu) | Stephany Auernig                                     | Channel 7 (CH7) | Pordeecom              |
| 2018 | Jao Sao Jum Yorm                         | Cô dâu bất đắc dĩ                            | Khetdaen "Khet" Thansaranpat                     | Fonthip Watcharatrakul                               | Channel 7 (CH7) | Pordeecom              |
| 2019 | Mon Garn Bandan Ruk                      | Phép thuật tình yêu                          | A Jang Oei (Oei) / Songklot                      | Maylada Susri                                        | Channel 7 (CH7) | Dida Video Production  |
| 2020 | Sapai Import                             | Cô dâu nhập khẩu                             | Nai Don Paairaksaa "Don"                         | Peechaya Wattanamontree                              | Channel 7 (CH7) | Pordeecom              |
| 2020 | Jark Sadtroo Soo Huajai                  | Yêu phải kẻ thù                              | Jett                                             | Patcharapa Chaichua                                  | Channel 7 (CH7) | Mummai                 |
| 2021 | Talay Luang                              | Biển tình dậy sóng                           | Natee Wanapranol / Talay                         | Sammy Cowell                                         | Channel 7 (CH7) | Media                  |
| 2022 | Buang Wimala                             | Mắt xích hận thù 2                           | Gun Sawaysirit                                   | Tussaneeya Karnsomnut & Kessarin Noiphueng           | Channel 7 (CH7) | Nino Brothers          |
| 2022 | Sai Luerd Song Hua Jai                   |                                              | Sasin / Tawanchai (Jay / Jo)                     | Varitthisa Limthammahisorn & Chayissara Wattananawin | Channel 7 (CH7) | Sap Entertainment      |
|      | Mae Kong                                 | hủy chiếu                                    |                                                  |                                                      | Channel 7 (CH7) |                        |

### Series
| Năm  | Phim       | Vai      | Đài |
| ---- | ---------- | -------- | --- |
| 2011 | Fah Mee Ta | ผิดที่ใคร   | CH7 |
| 2012 | Fah Mee Ta | ใจดวงร้าว | CH7 |

### Phim điện ảnh
| Năm  | Phim             | Tên tiếng Việt    | Vai   | Đóng với                                      |
| ---- | ---------------- | ----------------- | ----- | --------------------------------------------- |
| 2008 | 8E88 Fan Lanla   |                   | Mik   |                                               |
| 2011 | I Am Grandmother |                   | Khai  | Jaturong Mokjok                               |
| 2016 | Fear is Coming   | Rạp phim ma       | Ben   | Tạ Dung Nhi, Dương Hạnh                       |
| 2017 | Friendssss       | Vụ mất tích bí ẩn | Sense | Prachavee Seekeaw & Patcharin Chetsakulvichit |
| 2017 | Nai Kai Jeow     |                   | Win   | Stephany Auernig                              |

### Ca khúc
| Năm  | Ca khúc                                          | Album                            | Với |
| ---- | ------------------------------------------------ | -------------------------------- | --- |
| 2015 | Saung Meu Por สองมือพ่อ                            | Song for The King's birthday     | Krittarit Butprom, Thawin Yaowapholkul, Siwat Chotchaicharin, Wongsakorn Poramathakorn, Karnklao Duaysienklao, Tussaneeya Karnsomnut, Pimprapa Tangprabhaporn, Akhamsiri Suwanasuk |
| 2016 | Oon Ai Ahtorn อุ่นไออาทร                           | Song for the Queen's birthday    | Sukollawat Kanarot, Wongsakorn Poramathakorn, Phattharapon Dejpongwaranon, Usamanee Vaithayanon, Tisanart Sornsuek, Pimprapa Tangprabhaporn, Maylada Susri                         |
| 2016 | Petch Tud Peth เพชรตัดเพชร                        | Petch Tud Peth OST               | Sukollawat Kanarot |
| 2016 | Gaew Dtaa Nai Duang Jai แก้วตาในดวงใจ             |                                  | Siwat Chotchaicharin, Saran Sirilak, Krittarit Butprom, Atsadaporn Siriwattanakul, Fonthip Watcharatrakul, Tussaneeya Karnsomnut, Karnklao Duaysienklao, Pimprapa Tangprabhaporn   |
| 2017 | Paragit Ruk ภารกิจรัก                              | Paragit Ruk OST                  | Sukollawat Kanarot, Saran Sirilak, Akkaphan Namart |
| 2017 | Gern Kam Poot Dai Dai เกินคำพูดใดๆ                 |                                  | Sukollawat Kanarot, Saran Sirilak, Akkaphan Namart, Thanwa Suriyajak, Pataradet Sa-nguankwamdee, Krittarit Butprom                                                                 |
| 2020 | Raeng Deung Doot Kong Kwaam Rak แรงดึงดูดของความรัก | Sapai Import OST                 | Peechaya Wattanamontree |
| 2020 | Mak Kwa Kwam Waa Rak มากกว่าคำว่ารัก                | TQM Insurance Broker - Valentine | Maylada Susri |
| 2020 | Joot Puk Jai จุดพักใจ                              | Secre7 Room (CH7 ft GMM Grammy)  | NEW JIEW |
| 2020 | Covid-19 Ma Long Kong Kaeng โควิด-19 มะล่องก่องแก่ง  | TQM Insurance Broker - Covid-19  | Maylada Susri |

## Giải thưởng và đề cử
| Năm  | Giải                                             | Hạng mục                             | Đề cử                      | Kết quả   | Nguồn                |
| ---- | ------------------------------------------------ | ------------------------------------ | -------------------------- | --------- | -------------------- |
| 2015 | Si Thep Awards                                   | Good People of the Land              | —                          | Đoạt giải | [ 9 ] [ 10 ]         |
| 2017 | 11th OK! Awards                                  | Man's Man                            | —                          | Đoạt giải | [ 11 ] [ 12 ] [ 13 ] |
| 2017 | 11th Kazz Awards                                 | Popular Actor                        | The Fire Series: Talay Fai | Đề cử     | [ 14 ] [ 15 ] [ 16 ] |
| 2017 | 5th Thailand Headlines Person of The Year Awards | Culture and Entertainment – Actor    | —                          | Đoạt giải | [ 17 ]               |
| 2017 | 2nd Dara Inside Awards                           | Popular Lead Actor Award             | The Fire Series: Talay Fai | Đề cử     | [ 18 ]               |
| 2017 | 5th Ram Khamhaeng Inscription Awards             | Great Gold of the Year               | —                          | Đoạt giải | [ 19 ]               |
| 2018 | 7th Daradaily The Great Awards                   | Best Actor in a Leading Role (Drama) | Mussaya                    | Đề cử     | [ 20 ]               |
| 2018 | 4th Maya Awards                                  | Charming Male Star Award             | —                          | Đoạt giải | [ 21 ] [ 22 ]        |